# Shevaroy
Les muntanyes Shevaroy (Shevaroy Hills, Shervarayar Malai) són una serralada a Tamil Nadu, en gran part al districte de Salem amb una superfície de 400 km², dividida en dos parts (occidental i oriental) per la vall del Vaniar; a la part occidental el punt més elevat eren els Green Hills de 1.677 metres; cap al sud, a una altura de 1.400 metres hi ha l'antic sanatori de Yercaud. El cultiu principal era el cafè. Les muntanyes eren habitades pels malaiyalis o muntanyesos vellales, que eren tàmils emigrats en un temps relativament recent a la zona, i que van quedar aïllats prenent algunes costums diferents; segons les seves tradicions haurien emigrat des de Conjeeveram al segle xvii quan els musulmans van esdevenir el poder dominant; la seva llengua és el tàmil i la religió l'hinduisme.